# ملعب نادي الزلفي
ملعب نادي الزلفي ، هو ملعب كرة القدم تابع لنادي الزلفي، ويقع مقره الرئيسي في محافظة الزلفي التابعة لمنطقة الرياض، بني هذا الملعب سنة 1987م من قبل الرئاسة العامة لرعاية الشباب، وتبلغ طاقته الإستيعابية 3000 متفرج.